# Nicola Giustiniani
Nicola Giustiniani (San Lorenzello, 7 gennaio 1732 – Napoli, 24 maggio 1815) è stato un ceramista italiano, fra i più importanti ceramisti campani del XVIII secolo.

## Biografia
Figlio di Antonio, egli stesso ceramista, venuto da Napoli a Cerreto Sannita a seguito della ricostruzione della cittadina dopo il terremoto del 5 giugno 1688, Nicola Giustiniani è stato il fondatore dell'omonima fabbrica di maioliche di via Marinella a Napoli, distrutta da un bombardamento durante la Seconda guerra mondiale e poi riedificata in altro luogo.
Nicola, seguendo le orme paterne, si dedicò fin da piccolo all'arte figulina producendo, accanto alla tipica manifattura di origine napoletana, una nuova, riecheggiante modi e cadenze del rococò. 
Giovanissimo, Nicola si trasferì a Napoli dove ebbe modo di esporre la sua padronanza della tecnica figulina meritandosi il soprannome di belpensiero (ricco di idee). 
Una delle sue opere più rappresentative, il Cristo al Calvario, è custodita presso il Museo del Sannio di Benevento. 
Nella sua fabbrica di via Marinella lavorarono, oltre i Giustiniani, altre dinastie di ceramisti napoletani come i Massa, i Del Vecchio, i Grue, i Porreca ed i Chianese.